# Фета
Фе́та (греч. Φέτα — ломоть, срез) — традиционный греческий сыр белого цвета из  овечьего молока.

## История
Хотя сыр, приготовленный из овечьего или козьего молока, документально зафиксирован в Греции с VIII века до н. э. и широко употреблялся в Древней Греции, а позднее - и в греческой гастрономии, сыр фета, в частности, впервые описан в византийский период под названием prósphatos (греч. πρόσφατος — «недавний» или «свежий») и был произведен критянами и влахами фессалийскими. В конце XV века итальянский гость в Кандии Пьетро Касола описывает торговлю сыром фетой, а также хранение этого продукта в рассоле.
Греческое слово feta (φέτα) происходит от итал. fetta — «ломтик», которое, в свою очередь, происходит от лат. offa («кусок», «кусочек»). Оно было введено в греческий язык в XVII веке, стало широко распространённым термином в XIX веке и, вероятно, относится к практике нарезания сыра ломтиками, которые затем помещали в бочки.

## Изготовление
Время выдержки сыра составляет не менее 3 месяцев. Жирность от 30 до 60 %. Подобные сыры изготавливают по всей Юго-Восточной Европе, в частности в Греции, Болгарии, Сербии, Боснии, Хорватии, Румынии, в средиземноморских странах, а также на Среднем Востоке — в Турции, Израиле и Египте (где его делают в основном из коровьего молока). Существует три типа феты:
- в основном из овечьего молока;
- из коровьего молока, изготовленный традиционным способом, сохраняющим особенную крошащуюся структуру сыра и солёный вкус;
- сыр, называемый фетой, но приготовленный современными способами, в результате которых получается сыр другой структуры.

## Хранение
Фета должна находиться в рассоле. В таких условиях сыр может храниться очень долго.
Чтобы убрать лишнюю солёность, фету можно замочить в минеральной воде или молоке на несколько минут перед подачей на стол.

## Название
«Фета» — защищённое правом ЕС указание на географическое происхождение сыра (см. наименование места происхождения товара), поэтому фетой в ЕС может называться лишь греческий сыр.
Наименование «фета» было зарегистрировано в реестре наименований места происхождения товара (НМПТ) регламентом 1829/2002 Комиссии ЕС в октябре 2002 года.